# Udaut d'Ax
Udaut d'Ax ou Saint Udaut (405-452) est un prêtre catholique et un martyr d'origine wisigothe, il aurait été arrêté et mis à mort le 11 mai 452 par  le roi des Ostrogoths, Valamir, à Ax-les-Thermes en Ariège.

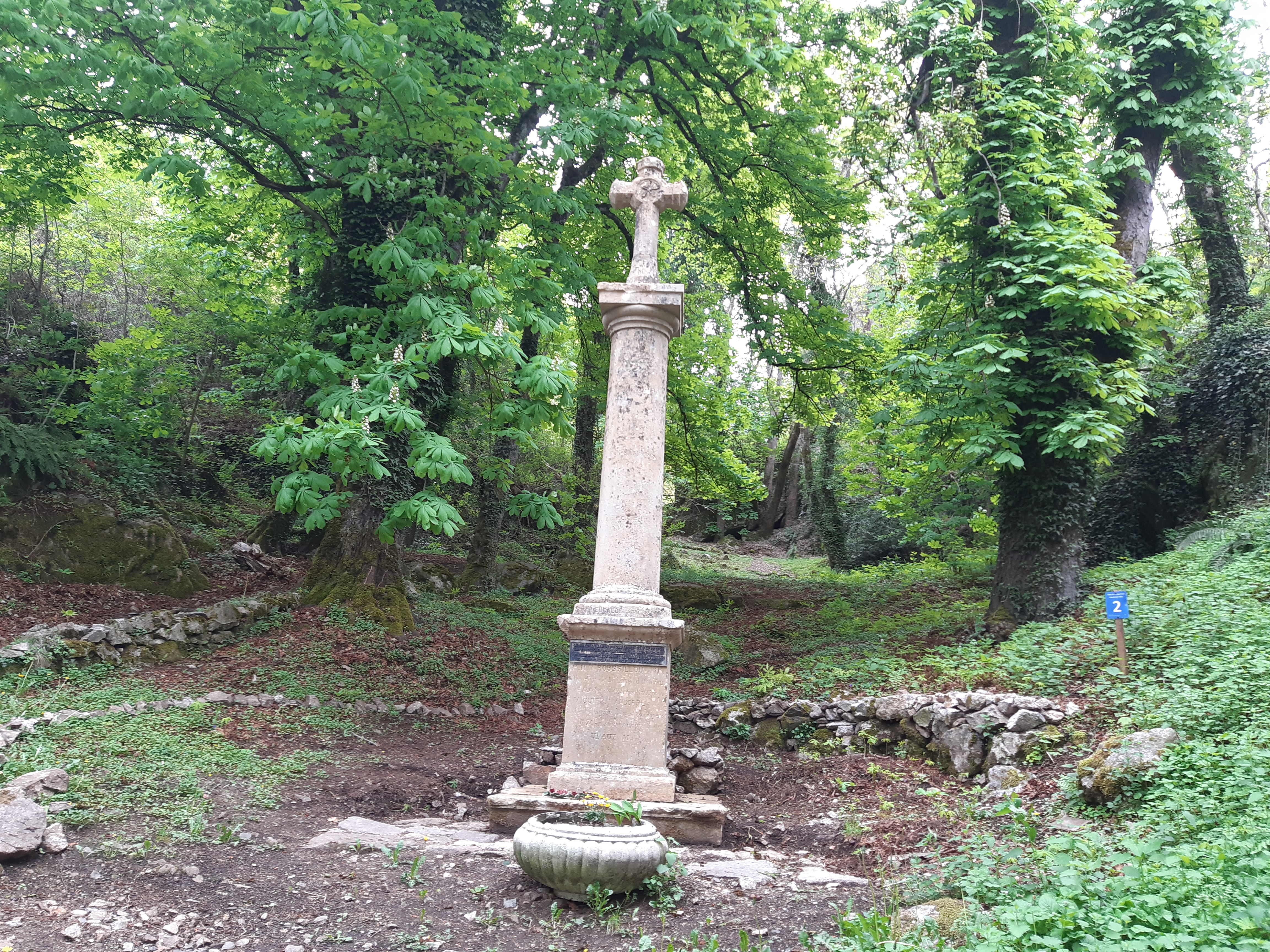
Monument à Saint Udaut - 1874 par le P.R. de Roussillou

## Hagiographie
D'après la tradition, Saint Udaut serait né en 405 en Italie dans une famille noble de Lombardie. En 422, il rencontre l'ermite Pancrace et vint à Port-Vendres dans les Pyrénées-Orientales où ils vont effectuer des missions évangéliques et des retraites. 
Udaut entreprend un pèlerinage sur le tombeau de saint Sernin à Toulouse avant de se rendre à Rome sur les traces de saint Pierre et saint Paul. Ayant été ordonné prêtre, il part à la rencontre des armées des Huns d'Attila pour leur faire connaître la foi chrétienne. D'après l'Abbé Authier, "son prosélytisme et ses prédications attirent l'attention du roi Wuillielm, frère aîné d’Attila, qui le condamne au supplice du fouet crocheté de fer, le knout. Il est laissé pour mort mais n’est qu’évanoui. Après une guérison miraculeuse, il va à la rencontre d'une division d'Ostrogoths dont le roi, Valamir, le condamne à 101 coups de knout et à recevoir une coupe brûlante de plomb fondu. Udaut, n'ayant pas succombé à ce double supplice, est jeté hors du camp".
Udaut peut retourner à ses premières missions dans le royaume de Toulouse où, pendant sept ans, il poursuit son zèle évangélique gagnant ainsi une immense popularité. Le 10 mai 452, Udaut  arrive à Ax dans l'actuelle Ariège et tombe sur un bivouac de cavaliers ostrogoths qu’Attila avait détaché sous les ordres de Valamir. Ce dernier le fait enfermer dans un tonneau hérissé de clous qui est « roulé du haut des prairies (… ) jusqu’au lieu où, retiré tout sanglant de son tonneau, on lui plonge un poignard dans le cœur. » Il décède le 11 mai 452.
Au VIe siècle, une chapelle sera construite pour recueillir la dépouille de saint Udaut. Cette chapelle deviendra l'Église Saint-Vincent d'Ax-les-Thermes.
Saint Udaut a été canonisé par le pape Léon Ier. 
Le vol des reliques « En 977, une nouvelle église est consacrée à Ripoll et son abbé voulait lui donner de la magnificence en lui fournissant des reliques sacrées. À la fin de l’année suivante, des moines de Ripoll sont arrivés à Ax et ont pris la dépouille de Saint Eudalt. Ils sont arrivés dans la ville de Ripoll le 6 novembre ou ils ont été reçus en procession »
En 1886, l'évêque de Vic a autorisé le retour à Ax-les-Thermes d'un fragment des reliques de saint Udaut. Le reliquaire se trouve dans la chapelle Saint-Vincent, première chapelle à gauche, près du chœur. À côté se trouve une châsse avec des reliques de saint Vincent.
Sur le lieu du martyre, une croix a été érigée impasse Saint-Udaut. Ce monument  a été édifié en 1874 par P.R. de Roussillou. L'inscription qui figure sur le socle précise : ""P.R. de Roussillou d'Ax Chevalier de la Légion d'Honneur et de l'ordre de Charles III d'Espagne, VIGUIER d'ANDORRE a offert à la piété de ses concitoyens en 1874 ce souvenir pieux de St UDAUT Martyr". 
Une plaque a été ajoutée en 1957 portant l'inscription : "LA CONDAL VILLA DE RIPOLL (ESPANA) A SU PATRON SAN EUDALDO EN SU PEREGRINAJE DEL XVI-VI-MCMLVII"
Saint Udaut est fêté le 11 mai, il est appelé Sant Eudalt en Catalogne, c'est le saint patron de la ville de Ripoll.